# Camilo Lorenzo Iglesias

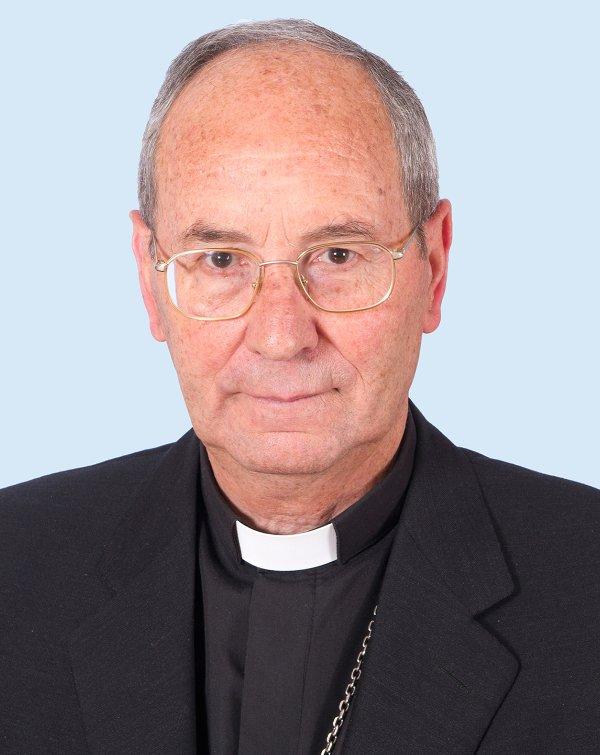
Bischof Camilo Lorenzo Iglesias

Camilo Lorenzo Iglesias (* 7. August 1940 in La Canda, Gemeinde Piñor, Provinz Ourense, Spanien; † 13. Juli 2020 in Ponferrada, Provinz León, Spanien) war ein spanischer Geistlicher und römisch-katholischer Bischof von Astorga.

## Leben

Bischofswappen

Camilo Lorenzo Iglesias studierte Philosophie und Theologie am Priesterseminar des Bistums Orense, für das er am 23. Dezember 1966 das Sakrament der Priesterweihe empfing.
Nach weiteren Studien erwarb er an der Universität Santiago de Compostela ein Abschluss in Chemie und war anschließend von 1972 bis 1995 als Lehrer am Knabenseminar des Bistums Orense tätig. Bis 1983 war er zusätzlich Seelsorger an der Fatimakirche in Orense und übernahm anschließend bis 1992 die Leitung des Knabenseminars. Von 1992 bis 1995 war er Regens des Priesterseminars.
Am 14. Juni 1995 ernannte ihn Papst Johannes Paul II. zum Bischof von Astorga. Der Apostolische Nuntius in Spanien, Erzbischof Mario Tagliaferri, spendete ihm am 30. Juli desselben Jahres die Bischofsweihe; Mitkonsekratoren waren der Erzbischof von Oviedo, Gabino Díaz Merchán, und der Bischof von Orense, José Diéguez Reboredo. Camilo Lorenzo Iglesias war Mitglied der spanischen Bischofskonferenz und bis 2008 Mitglied der Bischofskommission für Seminare und Universitäten und ab 2005 Mitglied der Missionskommission.
Papst Franziskus nahm am 18. November 2015 seinen altersbedingten Rücktritt an.